# Sam Cavallin
Samuel (Sam) Johan Cavallin, född den 27 september 1903 i Östersund, död den 11 april 1959 i Göteborg, var en svensk filolog och skolman. Han var son till Clemens Cavallin och far till Lars Cavallin.
Cavallin avlade filosofie kandidatexamen vid Lunds universitet 1924 och filosofisk ämbetsexamen där 1927. Han promoverades till filosofie doktor 1935 och var docent i latinska språket och litteraturen i Lund 1935–1936. Cavallin blev lektor i Östersund 1937, i Ystad 1940 och vid flickläroverket i Göteborg 1950. Han blev docent vid Göteborgs högskola sistnämnda år. Cavallin författade ett tjugotal vetenskapliga och pedagogiska skrifter och uppsatser. Han är begravd på Västra kyrkogården i Lerum.